# Jane Dee Hull

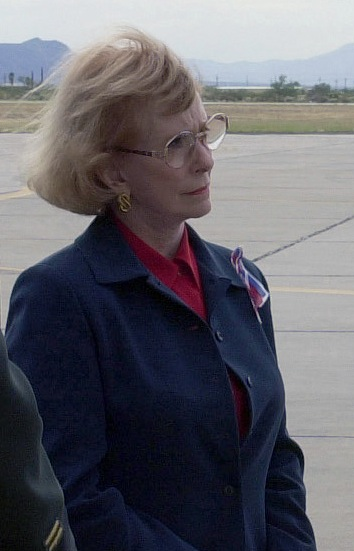
Jane Dee Hull (2001)

Jane Dee Hull (* 8. August 1935 in Kansas City, Missouri; † 16. April 2020 in Phoenix, Arizona) war eine US-amerikanische Politikerin (Republikanische Partei). Sie war von 1997 bis 2003 Gouverneurin des Bundesstaates Arizona.

## Frühe Jahre und politischer Aufstieg
Hull schloss als Bachelor of Arts in Elementary Education an der University of Kansas ab. Ihre Doktorarbeit schrieb sie in Politikwissenschaft und Volkswirtschaft an der Arizona State University. Anschließend graduierte sie am Josephson Ethics Institute. Sie war mit Terry Hull verheiratet, mit dem sie vier gemeinsame Kinder hatte.
1979 entschied sie sich, eine politische Laufbahn einzuschlagen und ließ sich in das Repräsentantenhaus von Arizona wählen. Zwischen 1989 und 1992 hielt sie als erste Frau das Amt des Speaker of the House, in dem sie auf Joe Lane folgte. 1993 kandidierte sie erfolgreich für das Amt des Secretary of State und trat die Nachfolge des Demokraten Richard D. Mahoney an. Sie war damit die zweite Frau, die das Amt bekleidete, und das erste Mitglied der Republikaner seit 1931.

## Gouverneurin von Arizona
Hull trat am 8. September 1997 ihr Amt als Gouverneurin von Arizona an. Sie wurde für eine zweite Amtszeit wiedergewählt. Während ihrer beiden Amtszeiten machte Hull das Bildungs- und das Gesundheitswesen sowie die Wirtschaft und die Bewahrung von Arizonas natürlicher Schönheit zu ihren Hauptanliegen. Ferner setzte sie nach den Terroranschlägen am 11. September 2001 die Maßnahmen des Ministeriums für Innere Sicherheit zur Sicherung der Bevölkerung von Arizona um. Ihr Students FIRST School Facilities Funding Program garantierte die Gleichbehandlung jedes Studenten in Arizona. Beinahe 136.000 Kinder der ärmsten Berufstätigen erhielten dank des Governors KidsCare Programs einen Gesundheitsschutz. Ferner schloss Hull einen Vertrag mit Qwest Communications International Inc. ab, der allen öffentlichen Schulen einen Internetzugang garantierte. Gemeinsam mit den mexikanischen Behörden und anderen Grenzgouverneuren kümmerte sie sich intensiv um Handelsfragen.
Hull unterstützte die Todesstrafe. Während ihrer Amtszeit wurden in Arizona 14 Menschen hingerichtet. Sie wurde in Deutschland im Zusammenhang mit der Hinrichtung der LaGrand-Brüder im Jahre 1999 bekannt, die zu heftigen diplomatischen Protesten führte.
Hull verließ am 6. Januar 2003 ihr Amt. Sie verstarb im April 2020 im Alter von 84 Jahren.